# Ferrari SF71H
El Ferrari SF71H fue un monoplaza de Fórmula 1 diseñado por la Scuderia Ferrari para competir en la temporada 2018 de Fórmula 1. La unidad de potencia, el sistema de transmisión de ocho velocidades y el sistema de recuperación de energía son de Ferrari. El coche fue conducido por el alemán Sebastian Vettel y el finlandés Kimi Räikkönen.
El piloto alemán cuenta con una tradición de ponerle nombres femeninos a sus monoplazas de Fórmula 1, y el SF71-H lo apoda como "Loria", nombre derivado de "Gloria".
A 2023, todavía conserva 2 récords de pista en clasificación (Circuito Internacional de Shanghái y Hockenheimring).

## Historia

### 2018
En julio, Charles Leclerc (en ese entonces piloto de Alfa Romeo) probó el monoplaza en un Filming Day a puerta cerrada para familiarizarse con este y prepararse para un posible ascenso a la Scuderia en la temporada siguiente. El monegasco repitió sesiones con Ferrari en los tests de Pirelli en el circuito Paul Ricard y en los tests de postemporada del circuito Yas Marina.

### 2020
En mayo de 2020, Ferrari obsequió al piloto finlandés regalándole el monoplaza con el que corrió, pues su última victoria en la Fórmula 1 fue el Gran Premio de los Estados Unidos de 2018.
En junio del mismo año se realizaron tests con este coche para la primera toma de contacto de los pilotos de Ferrari en la Temporada 2020 de Fórmula 1 (Sebastian Vettel y Charles Leclerc) tras la cuarentena por la pandemia de enfermedad por coronavirus de 2019-2020. El primero fue en el circuito de Fiorano, y el segundo fue en el circuito de Mugello.

## Resultados

### Fórmula 1
(Clave) (negrita indica pole position) (cursiva indica vuelta rápida)

| Año  | Motor            | Neu. | N.º | Pilotos          | 1   | 2   | 3   | 4   | 5   | 6   | 7   | 8   | 9   | 10  | 11  | 12  | 13  | 14  | 15  | 16  | 17  | 18  | 19  | 20  | 21  | Puntos | Pos. |
| ---- | ---------------- | ---- | --- | ---------------- | --- | --- | --- | --- | --- | --- | --- | --- | --- | --- | --- | --- | --- | --- | --- | --- | --- | --- | --- | --- | --- | ------ | ---- |
| 2018 | 062 EVO V6 Turbo | P    |     |                  | AUS | BHR | CHN | AZE | ESP | MON | CAN | FRA | AUT | GBR | GER | HUN | BEL | ITA | SIN | RUS | JPN | USA | MEX | BRA | ABU | 571    | 2.º  |
| 2018 | 062 EVO V6 Turbo | P    | 5   | Sebastian Vettel | 1   | 1   | 8   | 4   | 4   | 2   | 1   | 5   | 3   | 1   | Ret | 2   | 1   | 4   | 3   | 3   | 6   | 4   | 2   | 6   | 2   | 571    | 2.º  |
| 2018 | 062 EVO V6 Turbo | P    | 7   | Kimi Räikkönen   | 3   | Ret | 3   | 2   | Ret | 4   | 6   | 3   | 2   | 3   | 3   | 3   | Ret | 2   | 5   | 4   | 5   | 1   | 3   | 3   | Ret | 571    | 2.º  |